# Actinoptera stricta
Actinoptera stricta är en tvåvingeart som beskrevs av Munro 1957. Actinoptera stricta ingår i släktet Actinoptera och familjen borrflugor. Inga underarter finns listade i Catalogue of Life.